# Strohkartoffeln

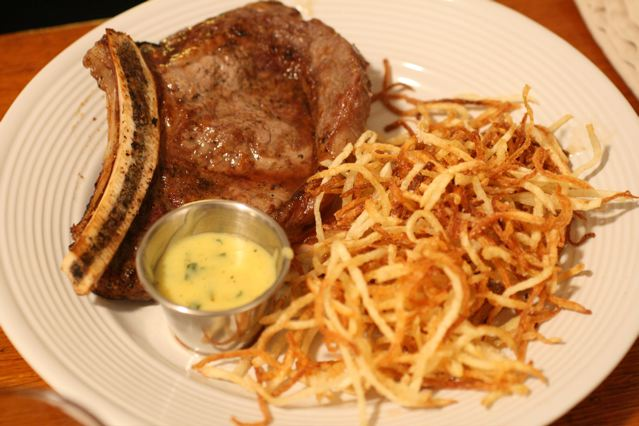
Strohkartoffeln als Beilage zu einem Steak

Strohkartoffeln oder Kartoffelstroh (französisch pommes pailles) bzw. Streichholzkartoffeln (pommes allumettes) sind eine Beilage der klassischen französischen Küche aus feingeschnittenen, in Fett ausgebackenen Kartoffeln.
Zur Zubereitung werden geschälte Kartoffeln in sehr feine Streifen bzw. streichholzgroß geschnitten, goldgelb frittiert und mit feinem Salz bestreut.
Die deutsche Kochbuchautorin Henriette Davidis beschrieb Strohkartoffeln 1845 folgendermaßen:

„Gebackene Strohkartoffeln Hierzu schneidet man die rohen geschälten Kartoffeln streichholzartig und bereitet sie sonst wie Pommes frites.“